# Казал Чермели
Каза̀л Чермѐли (на италиански: Casal Cermelli; на пиемонтски: Casal Sirmè, Казал Сирме) е село и община в Северна Италия, провинция Алесандрия, регион Пиемонт. Разположено е на 102 m надморска височина. Населението на общината е 1263 души (към 2010 г.).